# Phúc Tân (xã)
Phúc Tân là một xã thuộc thành phố Phổ Yên, tỉnh Thái Nguyên, Việt Nam.

## Địa lý
Phúc Tân là xã cực bắc và cực tây của thành phố Phổ Yên, là xã duy nhất của thành phố tiếp giáp với hồ Núi Cốc, có vị trí địa lý:
- Phía đông giáp thành phố Thái Nguyên và thành phố Sông Công
- Phía tây giáp huyện Đại Từ
- Phía nam giáp xã Phúc Thuận
- Phía bắc giáp thành phố Thái Nguyên và huyện Đại Từ.

Xã Phúc Tân có diện tích 34,09 km², dân số năm 2021 là 3.387 người, mật độ dân số đạt 99 người/km².

## Lịch sử
Phần lớn địa bàn xã Phúc Tân hiện nay trước đây là xã Phúc Thọ thuộc huyện Đại Từ. Đến năm 1974, khi hồ Núi Cốc được xây dựng, phần lớn diện tích xã Phúc Thọ bị chìm trong lòng hồ.
Ngày 1 tháng 10 năm 1983, Hội đồng Bộ trưởng ban hành Quyết định số 113-HĐBT. Theo đó, giải thể xã Phúc Thọ và sáp nhập địa bàn xã với các xóm Tân Thắng, Đồng Đẳng của xã Phúc Thuận, huyện Phổ Yên và xóm Yên Ninh của xã Phúc Trìu, huyện Đồng Hỷ để thành lập xã Phúc Tân thuộc huyện Đồng Hỷ.
Ngày 2 tháng 4 năm 1985, Hội đồng Bộ trưởng ban hành Quyết định số 102-HĐBT. Theo đó, chuyển xã Phúc Tân về huyện Phổ Yên quản lý.
Ngày 15 tháng 5 năm 2015, thành lập thị xã Phổ Yên trên cơ sở toàn bộ diện tích và dân số của huyện Phổ Yên, xã Phúc Tân thuộc thị xã Phổ Yên.
Ngày 10 tháng 4 năm 2022, thành lập thành phố Phổ Yên trên cơ sở toàn bộ diện tích tự nhiên và dân số của thị xã Phổ Yên, xã Phúc Tân thuộc thành phố Phổ Yên như hiện nay.

## Hành chính
Xã Phúc Tân được chia thành 11 xóm: 1, 2, 3, 4, 5, 6, 7, 8, 9, 10, 11.